# Pachira robynsii
Pachira robynsii là một loài thực vật có hoa trong họ Cẩm quỳ. Loài này được (Steyerm. & W.D.Stevens) W.S.Alverson mô tả khoa học đầu tiên năm 1994.